# Klazomenski sarkofag
Klazomenski sarkofag je vrsta starogrškega sarkofaga, poimenovana po jonskem grškem mestu Klazomena, kjer je bilo najdenih največ primerkov. Sarkofagi so izdelani iz grobe gline v odtenkih rjave do rožnate barve. Glavnemu sarkofagu, podobnemu globoki kadi, je dodan širok pravokoten okvir, pogosto prekrit z belo glazuro in nato poslikan. 
Drugo večje mesto, kjer so odkrili  klazomenske sarkofage, je Smirna. Nekaj jih je bilo najdenih tudi na Rodosu, Samosu, Lezbosu in v Efezu. Izdelani so bili verjetno v Klazomeni med letoma 550 pr. n. št. (pozna arhaična doba) in 470 pr. n. št. (zgodnja klasična doba).

## Izdelava in raba
Veliki glineni sarkofagi so bili izdelani in žgani v enem kosu v delavnicah, ki so bile verjetno v bližini pokopališč. Domneva se, da so bile žgalne peči zgrajene kar nad nežganimi sarkofagi. 
Zaradi razmeroma zapletene in dolgotrajne izdelave je malo verjetno, da so bili naročeni šele po smrti tistih, ki so jim bili namenjeni. Izdelani so bili po naročilu, ko je bil pokojnik še živ, ali pa so jih izdelovali na zalogo. Težki so bili okoli 350 kg in zato neprimerni za transport ne velike razdalje. Sarkofag je bil že pred pokopom do roba vkopan v zemljo, zato so bili okrašeni samo zgornji deli sarkofagov, če sploh. Sarkofag so po pokopu zaprli s kamnito ploščo in nanjo nasuli gomilo zemlje. 
Okrasje so izdelovale verjetno specializirane delavnice.

## Okrasje
Sarkofagi so bili sprva okrašeni samo z ornamenti, kasneje pa so na čelni in nožni zaključek dodali različne prizore. Pogosto so slikali  prizore bojev, lova, atletskih tekmovanj in živalskih bojev,  večinoma v črni barvi. Detajli niso bili vrezani, ampak dodani z belo barvo. Ohranile so se le sencam podobne sledi poslikav. V rdeči barvi je poslikanih le nekaj primerkov. Stranici sta pogosto okrašeni s palmetami in vzorci vrvi.  
V muzejih so običajno razstavljeni le okvirji sarkofagov. Kadi so po odkritju pogosto razbili, saj so bili zanimivi le poslikani deli.